# François Dunoyer
François Dunoyer (27 september 1946) is een Frans acteur.
Dunoyer is vooral bekend van zijn rol als Arsène Lupin in de televisieserie Le Retour d'Arsène Lupin (1989-1994). Hij verleende tevens zijn stem aan verschillende personages in teken- en animatiefilms, maar ook als voice-over. Zijn belangrijkste rol als voice-over was Harry in Love Actually uit 2003.

## Filmografie
- 1972 - Les Camisards
- 1974 - L'implantation
- 1975 - La messe dorée
- 1976 - Les robots pensants
- 1980 - La Vengeance du serpent à plumes
- 1984 - Pas de vieux os
- 1986 - Flagrant désir
- 1987 - Le Solitaire
- 1988 - En toute innocence
- 2000 - Passage interdit
- 2007 - La Prophétie d'Avignon

- Biblioteca Nacional de España: XX1567615
- Bibliothèque nationale de France: cb140218504 (data)
- Gemeinsame Normdatei: 1185814795
- International Standard Name Identifier: 0000 0003 6722 0908
- Library of Congress Control Number: no2004022357
- Système universitaire de documentation: 111220610
- Virtual International Authority File: 231014509
- WorldCat: E39PBJgd47TtTTpbxB3dyctHYP